# Дубе (Лодзинське воєводство)
Дубе (пол. Dubie) — село в Польщі, у гміні Щерцув Белхатовського повіту Лодзинського воєводства.
Населення — 247 осіб (2011).
У 1975-1998 роках село належало до Пйотрковського воєводства.

## Демографія
Демографічна структура станом на 31 березня 2011 року:
|          | Загалом | Допрацездатний вік | Працездатний вік | Постпрацездатний вік |
| -------- | ------- | ------------------ | ---------------- | -------------------- |
| Чоловіки | 119     | 26                 | 77               | 16                   |
| Жінки    | 128     | 28                 | 66               | 34                   |
| Разом    | 247     | 54                 | 143              | 50                   |